# 나원탁
나원탁(羅元卓, 1994년 8월 20일 ~ )은 전 KBO 리그 롯데 자이언츠의 투수, 외야수, 포수, 내야수이다.

## 선수 시절

### 아마추어 시절
세광고등학교 시절 한승택과 함께 최고의 고교 포수로 꼽혔으나 프로에 지명받지 못해 홍익대학교에 진학했다. 홍익대 1학년 때부터 주전 포수로서 경기에 출전했고, 투수 김재영과 배터리를 구축하며 2014년 하계 리그와 2015년 KBO 총재기 우승에 큰 보탬이 됐다. 2015년 9월에는 제 29회 아시아 야구 선수권 대회에 국가대표로 참가했다. 3차전 파키스탄전에 선발 출장하는 등 대한민국이 16년 만에 아시아 정상을 탈환하는 데 기여했다.
홍익대 4학년 때인 2016년에는 하계 리그와 대통령기 우승을 이끌었으며 대통령기에서는 최우수 선수로 선정됐다. 그 해 10월 U-23 야구 월드컵 23세 이하 국가대표팀에도 발탁돼 김준태, 주효상과 번갈아 포수를 맡아 동메달을 획득하는 데 일조했다.

### 삼성 라이온즈시절
2017년에 2차 2라운드로 입단하였다. 2017년 4월 22일 NC전에서 데뷔 첫 경기를 치렀고, 경기에서 2타수 1안타를 기록했다. 
1군 경기에 12경기에 출장하는 등 가능성을 인정받았다. 2017년 말 강민호가 FA를 통해 롯데 자이언츠에서 이적하며 보상 선수로 지명돼 이적했다.

### 롯데 자이언츠시절
2018년 시즌 전 주전 포수 유력 후보였으나 경험 부족과 연이은 수비 실책으로 인해 당시 포수였던 나균안에게 밀리며 시즌 내내 2군과 1군을 오르내렸다. 시즌 20경기에 출장해 1할대 타율로 저조한 성적을 남기고 2018년 시즌 후 현역으로 입대했다. 2021년부터 포지션을 외야수로 전향했다.

## 등번호
- '54' - 삼성 라이온즈 (2017년)
- '64' - 롯데 자이언츠 (2018년)
- '59' - 롯데 자이언츠 (2020년)
- '52' - 롯데 자이언츠 (2021년 ~ 2022년)
- '36' - 롯데 자이언츠 (2023년)

## 별명
- 2017년 시즌 후 강민호가 FA를 통해 삼성 라이온즈로 이적 후 롯데 자이언츠의 주전 포수 후보로 거론됐던 나균안과 함께 영화 '라라랜드'에서 따온 '나나랜드'라고 불린다.[1]

## 출신 학교
- 충북 석교초등학교
- 세광중학교
- 세광고등학교
- 홍익대학교

## 통산 기록
- 투수 기록

| 연도 | 팀명  | 평균자책점 | 경기 | 완투 | 완봉 | 승 | 패 | 세 | 홀 | 승률 | 타자 | 이닝 | 피안타 | 피홈런 | 볼넷 | 사구 | 탈삼진 | 실점 | 자책점 |
| ---- | ----- | ---------- | ---- | ---- | ---- | -- | -- | -- | -- | ---- | ---- | ---- | ------ | ------ | ---- | ---- | ------ | ---- | ------ |
| 2021 | 롯데  | 13.50      | 2    | 0    | 0    | 0  | 0  | 0  | 0  | -    | 10   | 2    | 1      | 0      | 3    | 0    | 3      | 3    | 3      |
| 2022 | 롯데  | 9.00       | 7    | 0    | 0    | 0  | 0  | 0  | 0  | -    | 34   | 6    | 9      | 1      | 5    | 2    | 8      | 7    | 6      |
| 2023 | 롯데  | 40.50      | 1    | 0    | 0    | 0  | 0  | 0  | 0  | -    | 6    | 0.2  | 3      | 1      | 1    | 0    | 1      | 3    | 3      |
| 통산 | 3시즌 | 12.46      | 10   | 0    | 0    | 0  | 0  | 0  | 0  | -    | 50   | 8.2  | 13     | 2      | 9    | 2    | 12     | 13   | 12     |

- 타자 기록

| 연도 | 팀명  | 타율  | 경기 | 타수 | 득점 | 안타 | 2루타 | 3루타 | 홈런 | 루타 | 타점 | 도루 | 도실 | 볼넷 | 사구 | 삼진 | 병살 | 실책 |
| ---- | ----- | ----- | ---- | ---- | ---- | ---- | ----- | ----- | ---- | ---- | ---- | ---- | ---- | ---- | ---- | ---- | ---- | ---- |
| 2017 | 삼성  | 0.217 | 12   | 23   | 2    | 5    | 1     | 0     | 0    | 6    | 0    | 0    | 0    | 0    | 0    | 12   | 0    | 0    |
| 2018 | 롯데  | 0.125 | 20   | 24   | 0    | 3    | 0     | 0     | 0    | 3    | 1    | 0    | 0    | 0    | 0    | 10   | 0    | 2    |
| 2021 | 롯데  | 0.000 | 1    | 1    | 0    | 0    | 0     | 0     | 0    | 0    | 0    | 0    | 0    | 0    | 0    | 1    | 0    | 0    |
| 통산 | 3시즌 | 0.167 | 33   | 48   | 2    | 8    | 1     | 0     | 0    | 9    | 1    | 0    | 0    | 0    | 0    | 23   | 0    | 2    |